# 1713
Portal Geschichte | Portal Biografien | Aktuelle Ereignisse | Jahreskalender | Tagesartikel

◄ |
17. Jahrhundert |
18. Jahrhundert
| 19. Jahrhundert | ►

◄ |
1680er |
1690er |
1700er |
1710er
| 1720er | 1730er | 1740er | ►

◄◄ |
◄ |
1709 |
1710 |
1711 |
1712 |
1713
| 1714 | 1715 | 1716 | 1717 | ► | ►►
Staatsoberhäupter  · Nekrolog   · Musikjahr
| Januar | Januar | Januar | Januar | Januar | Januar | Januar | Januar |
| Kw     | Mo     | Di     | Mi     | Do     | Fr     | Sa     | So     |
| ------ | ------ | ------ | ------ | ------ | ------ | ------ | ------ |
| 52     |        |        |        |        |        |        | 1      |
| 1      | 2      | 3      | 4      | 5      | 6      | 7      | 8      |
| 2      | 9      | 10     | 11     | 12     | 13     | 14     | 15     |
| 3      | 16     | 17     | 18     | 19     | 20     | 21     | 22     |
| 4      | 23     | 24     | 25     | 26     | 27     | 28     | 29     |
| 5      | 30     | 31     |        |        |        |        |        |

| Februar | Februar | Februar | Februar | Februar | Februar | Februar | Februar |
| Kw      | Mo      | Di      | Mi      | Do      | Fr      | Sa      | So      |
| ------- | ------- | ------- | ------- | ------- | ------- | ------- | ------- |
| 5       |         |         | 1       | 2       | 3       | 4       | 5       |
| 6       | 6       | 7       | 8       | 9       | 10      | 11      | 12      |
| 7       | 13      | 14      | 15      | 16      | 17      | 18      | 19      |
| 8       | 20      | 21      | 22      | 23      | 24      | 25      | 26      |
| 9       | 27      | 28      |         |         |         |         |         |

| März | März | März | März | März | März | März | März |
| Kw   | Mo   | Di   | Mi   | Do   | Fr   | Sa   | So   |
| ---- | ---- | ---- | ---- | ---- | ---- | ---- | ---- |
| 9    |      |      | 1    | 2    | 3    | 4    | 5    |
| 10   | 6    | 7    | 8    | 9    | 10   | 11   | 12   |
| 11   | 13   | 14   | 15   | 16   | 17   | 18   | 19   |
| 12   | 20   | 21   | 22   | 23   | 24   | 25   | 26   |
| 13   | 27   | 28   | 29   | 30   | 31   |      |      |

| April | April | April | April | April | April | April | April |
| Kw    | Mo    | Di    | Mi    | Do    | Fr    | Sa    | So    |
| ----- | ----- | ----- | ----- | ----- | ----- | ----- | ----- |
| 13    |       |       |       |       |       | 1     | 2     |
| 14    | 3     | 4     | 5     | 6     | 7     | 8     | 9     |
| 15    | 10    | 11    | 12    | 13    | 14    | 15    | 16    |
| 16    | 17    | 18    | 19    | 20    | 21    | 22    | 23    |
| 17    | 24    | 25    | 26    | 27    | 28    | 29    | 30    |

| Mai | Mai | Mai | Mai | Mai | Mai | Mai | Mai |
| Kw  | Mo  | Di  | Mi  | Do  | Fr  | Sa  | So  |
| --- | --- | --- | --- | --- | --- | --- | --- |
| 18  | 1   | 2   | 3   | 4   | 5   | 6   | 7   |
| 19  | 8   | 9   | 10  | 11  | 12  | 13  | 14  |
| 20  | 15  | 16  | 17  | 18  | 19  | 20  | 21  |
| 21  | 22  | 23  | 24  | 25  | 26  | 27  | 28  |
| 22  | 29  | 30  | 31  |     |     |     |     |

| Juni | Juni | Juni | Juni | Juni | Juni | Juni | Juni |
| Kw   | Mo   | Di   | Mi   | Do   | Fr   | Sa   | So   |
| ---- | ---- | ---- | ---- | ---- | ---- | ---- | ---- |
| 22   |      |      |      | 1    | 2    | 3    | 4    |
| 23   | 5    | 6    | 7    | 8    | 9    | 10   | 11   |
| 24   | 12   | 13   | 14   | 15   | 16   | 17   | 18   |
| 25   | 19   | 20   | 21   | 22   | 23   | 24   | 25   |
| 26   | 26   | 27   | 28   | 29   | 30   |      |      |

| Juli | Juli | Juli | Juli | Juli | Juli | Juli | Juli |
| Kw   | Mo   | Di   | Mi   | Do   | Fr   | Sa   | So   |
| ---- | ---- | ---- | ---- | ---- | ---- | ---- | ---- |
| 26   |      |      |      |      |      | 1    | 2    |
| 27   | 3    | 4    | 5    | 6    | 7    | 8    | 9    |
| 28   | 10   | 11   | 12   | 13   | 14   | 15   | 16   |
| 29   | 17   | 18   | 19   | 20   | 21   | 22   | 23   |
| 30   | 24   | 25   | 26   | 27   | 28   | 29   | 30   |
| 31   | 31   |      |      |      |      |      |      |

| August | August | August | August | August | August | August | August |
| Kw     | Mo     | Di     | Mi     | Do     | Fr     | Sa     | So     |
| ------ | ------ | ------ | ------ | ------ | ------ | ------ | ------ |
| 31     |        | 1      | 2      | 3      | 4      | 5      | 6      |
| 32     | 7      | 8      | 9      | 10     | 11     | 12     | 13     |
| 33     | 14     | 15     | 16     | 17     | 18     | 19     | 20     |
| 34     | 21     | 22     | 23     | 24     | 25     | 26     | 27     |
| 35     | 28     | 29     | 30     | 31     |        |        |        |

| September | September | September | September | September | September | September | September |
| Kw        | Mo        | Di        | Mi        | Do        | Fr        | Sa        | So        |
| --------- | --------- | --------- | --------- | --------- | --------- | --------- | --------- |
| 35        |           |           |           |           | 1         | 2         | 3         |
| 36        | 4         | 5         | 6         | 7         | 8         | 9         | 10        |
| 37        | 11        | 12        | 13        | 14        | 15        | 16        | 17        |
| 38        | 18        | 19        | 20        | 21        | 22        | 23        | 24        |
| 39        | 25        | 26        | 27        | 28        | 29        | 30        |           |

| Oktober | Oktober | Oktober | Oktober | Oktober | Oktober | Oktober | Oktober |
| Kw      | Mo      | Di      | Mi      | Do      | Fr      | Sa      | So      |
| ------- | ------- | ------- | ------- | ------- | ------- | ------- | ------- |
| 39      |         |         |         |         |         |         | 1       |
| 40      | 2       | 3       | 4       | 5       | 6       | 7       | 8       |
| 41      | 9       | 10      | 11      | 12      | 13      | 14      | 15      |
| 42      | 16      | 17      | 18      | 19      | 20      | 21      | 22      |
| 43      | 23      | 24      | 25      | 26      | 27      | 28      | 29      |
| 44      | 30      | 31      |         |         |         |         |         |

| November | November | November | November | November | November | November | November |
| Kw       | Mo       | Di       | Mi       | Do       | Fr       | Sa       | So       |
| -------- | -------- | -------- | -------- | -------- | -------- | -------- | -------- |
| 44       |          |          | 1        | 2        | 3        | 4        | 5        |
| 45       | 6        | 7        | 8        | 9        | 10       | 11       | 12       |
| 46       | 13       | 14       | 15       | 16       | 17       | 18       | 19       |
| 47       | 20       | 21       | 22       | 23       | 24       | 25       | 26       |
| 48       | 27       | 28       | 29       | 30       |          |          |          |

| Dezember | Dezember | Dezember | Dezember | Dezember | Dezember | Dezember | Dezember |
| Kw       | Mo       | Di       | Mi       | Do       | Fr       | Sa       | So       |
| -------- | -------- | -------- | -------- | -------- | -------- | -------- | -------- |
| 48       |          |          |          |          | 1        | 2        | 3        |
| 49       | 4        | 5        | 6        | 7        | 8        | 9        | 10       |
| 50       | 11       | 12       | 13       | 14       | 15       | 16       | 17       |
| 51       | 18       | 19       | 20       | 21       | 22       | 23       | 24       |
| 52       | 25       | 26       | 27       | 28       | 29       | 30       | 31       |

| Januar | Januar | Januar | Januar | Januar | Januar | Januar | Januar |
| Kw     | Mo     | Di     | Mi     | Do     | Fr     | Sa     | So     |
| ------ | ------ | ------ | ------ | ------ | ------ | ------ | ------ |
| 52     |        |        |        |        |        |        | 1      |
| 1      | 2      | 3      | 4      | 5      | 6      | 7      | 8      |
| 2      | 9      | 10     | 11     | 12     | 13     | 14     | 15     |
| 3      | 16     | 17     | 18     | 19     | 20     | 21     | 22     |
| 4      | 23     | 24     | 25     | 26     | 27     | 28     | 29     |
| 5      | 30     | 31     |        |        |        |        |        |

| Februar | Februar | Februar | Februar | Februar | Februar | Februar | Februar |
| Kw      | Mo      | Di      | Mi      | Do      | Fr      | Sa      | So      |
| ------- | ------- | ------- | ------- | ------- | ------- | ------- | ------- |
| 5       |         |         | 1       | 2       | 3       | 4       | 5       |
| 6       | 6       | 7       | 8       | 9       | 10      | 11      | 12      |
| 7       | 13      | 14      | 15      | 16      | 17      | 18      | 19      |
| 8       | 20      | 21      | 22      | 23      | 24      | 25      | 26      |
| 9       | 27      | 28      |         |         |         |         |         |

| März | März | März | März | März | März | März | März |
| Kw   | Mo   | Di   | Mi   | Do   | Fr   | Sa   | So   |
| ---- | ---- | ---- | ---- | ---- | ---- | ---- | ---- |
| 9    |      |      | 1    | 2    | 3    | 4    | 5    |
| 10   | 6    | 7    | 8    | 9    | 10   | 11   | 12   |
| 11   | 13   | 14   | 15   | 16   | 17   | 18   | 19   |
| 12   | 20   | 21   | 22   | 23   | 24   | 25   | 26   |
| 13   | 27   | 28   | 29   | 30   | 31   |      |      |

| April | April | April | April | April | April | April | April |
| Kw    | Mo    | Di    | Mi    | Do    | Fr    | Sa    | So    |
| ----- | ----- | ----- | ----- | ----- | ----- | ----- | ----- |
| 13    |       |       |       |       |       | 1     | 2     |
| 14    | 3     | 4     | 5     | 6     | 7     | 8     | 9     |
| 15    | 10    | 11    | 12    | 13    | 14    | 15    | 16    |
| 16    | 17    | 18    | 19    | 20    | 21    | 22    | 23    |
| 17    | 24    | 25    | 26    | 27    | 28    | 29    | 30    |

| Mai | Mai | Mai | Mai | Mai | Mai | Mai | Mai |
| Kw  | Mo  | Di  | Mi  | Do  | Fr  | Sa  | So  |
| --- | --- | --- | --- | --- | --- | --- | --- |
| 18  | 1   | 2   | 3   | 4   | 5   | 6   | 7   |
| 19  | 8   | 9   | 10  | 11  | 12  | 13  | 14  |
| 20  | 15  | 16  | 17  | 18  | 19  | 20  | 21  |
| 21  | 22  | 23  | 24  | 25  | 26  | 27  | 28  |
| 22  | 29  | 30  | 31  |     |     |     |     |

| Juni | Juni | Juni | Juni | Juni | Juni | Juni | Juni |
| Kw   | Mo   | Di   | Mi   | Do   | Fr   | Sa   | So   |
| ---- | ---- | ---- | ---- | ---- | ---- | ---- | ---- |
| 22   |      |      |      | 1    | 2    | 3    | 4    |
| 23   | 5    | 6    | 7    | 8    | 9    | 10   | 11   |
| 24   | 12   | 13   | 14   | 15   | 16   | 17   | 18   |
| 25   | 19   | 20   | 21   | 22   | 23   | 24   | 25   |
| 26   | 26   | 27   | 28   | 29   | 30   |      |      |

| Juli | Juli | Juli | Juli | Juli | Juli | Juli | Juli |
| Kw   | Mo   | Di   | Mi   | Do   | Fr   | Sa   | So   |
| ---- | ---- | ---- | ---- | ---- | ---- | ---- | ---- |
| 26   |      |      |      |      |      | 1    | 2    |
| 27   | 3    | 4    | 5    | 6    | 7    | 8    | 9    |
| 28   | 10   | 11   | 12   | 13   | 14   | 15   | 16   |
| 29   | 17   | 18   | 19   | 20   | 21   | 22   | 23   |
| 30   | 24   | 25   | 26   | 27   | 28   | 29   | 30   |
| 31   | 31   |      |      |      |      |      |      |

| August | August | August | August | August | August | August | August |
| Kw     | Mo     | Di     | Mi     | Do     | Fr     | Sa     | So     |
| ------ | ------ | ------ | ------ | ------ | ------ | ------ | ------ |
| 31     |        | 1      | 2      | 3      | 4      | 5      | 6      |
| 32     | 7      | 8      | 9      | 10     | 11     | 12     | 13     |
| 33     | 14     | 15     | 16     | 17     | 18     | 19     | 20     |
| 34     | 21     | 22     | 23     | 24     | 25     | 26     | 27     |
| 35     | 28     | 29     | 30     | 31     |        |        |        |

| September | September | September | September | September | September | September | September |
| Kw        | Mo        | Di        | Mi        | Do        | Fr        | Sa        | So        |
| --------- | --------- | --------- | --------- | --------- | --------- | --------- | --------- |
| 35        |           |           |           |           | 1         | 2         | 3         |
| 36        | 4         | 5         | 6         | 7         | 8         | 9         | 10        |
| 37        | 11        | 12        | 13        | 14        | 15        | 16        | 17        |
| 38        | 18        | 19        | 20        | 21        | 22        | 23        | 24        |
| 39        | 25        | 26        | 27        | 28        | 29        | 30        |           |

| Oktober | Oktober | Oktober | Oktober | Oktober | Oktober | Oktober | Oktober |
| Kw      | Mo      | Di      | Mi      | Do      | Fr      | Sa      | So      |
| ------- | ------- | ------- | ------- | ------- | ------- | ------- | ------- |
| 39      |         |         |         |         |         |         | 1       |
| 40      | 2       | 3       | 4       | 5       | 6       | 7       | 8       |
| 41      | 9       | 10      | 11      | 12      | 13      | 14      | 15      |
| 42      | 16      | 17      | 18      | 19      | 20      | 21      | 22      |
| 43      | 23      | 24      | 25      | 26      | 27      | 28      | 29      |
| 44      | 30      | 31      |         |         |         |         |         |

| November | November | November | November | November | November | November | November |
| Kw       | Mo       | Di       | Mi       | Do       | Fr       | Sa       | So       |
| -------- | -------- | -------- | -------- | -------- | -------- | -------- | -------- |
| 44       |          |          | 1        | 2        | 3        | 4        | 5        |
| 45       | 6        | 7        | 8        | 9        | 10       | 11       | 12       |
| 46       | 13       | 14       | 15       | 16       | 17       | 18       | 19       |
| 47       | 20       | 21       | 22       | 23       | 24       | 25       | 26       |
| 48       | 27       | 28       | 29       | 30       |          |          |          |

| Dezember | Dezember | Dezember | Dezember | Dezember | Dezember | Dezember | Dezember |
| Kw       | Mo       | Di       | Mi       | Do       | Fr       | Sa       | So       |
| -------- | -------- | -------- | -------- | -------- | -------- | -------- | -------- |
| 48       |          |          |          |          | 1        | 2        | 3        |
| 49       | 4        | 5        | 6        | 7        | 8        | 9        | 10       |
| 50       | 11       | 12       | 13       | 14       | 15       | 16       | 17       |
| 51       | 18       | 19       | 20       | 21       | 22       | 23       | 24       |
| 52       | 25       | 26       | 27       | 28       | 29       | 30       | 31       |

## Ereignisse

### Politik und Weltgeschehen

#### Großer Nordischer Krieg

##### Osmanisches Reich / Khanat der Krim
- 14. Januar: Sultan Ahmed III. verfügt die zwangsweise Ausweisung des schwedischen Königs Karl XII. aus dem Osmanischen Reich, in dem dieser 1709 nach der Niederlage bei Poltawa Asyl erhalten hat. Karl, der den persönlichen Reisebefehl am 31. Januar erhält, weigert sich aber, das Land zu verlassen. Den mit der Ausführung beauftragten osmanischen Befehlshabern, dem türkischen Serasker Ismail Pascha und dem Tatarenkhan Devlet II. Giray, liegen klare Weisungen vor, die schwedischen Befestigungen bei Bender zu stürmen, falls der Monarch den Abmarsch verweigert.
- 12. Februar: Im Handgemenge von Bender nehmen Janitscharen Karl XII. nach heftigem Widerstand fest, nachdem die meisten seiner Soldaten und Offiziere desertiert sind. Karl XII. wird zunächst zum Schloss Demotika und im April nach Adrianopel gebracht. Der wichtigste Streitpunkt mit Russland im Dritten Russischen Türkenkrieg fällt damit weg.
- 27. Juni: Sultan Ahmed III. bestätigt im Frieden von Adrianopel den Frieden vom Pruth. Das Osmanische Reich und Russland verpflichten sich, 25 Jahre lang die Waffen ruhen zu lassen.
- Devlet II. Giray, Khan der Krim-Tataren, wird abgesetzt und geht ins Exil nach Rhodos. Nachfolger wird Qaplan I. Giray.

##### Der Krieg im Ostseeraum

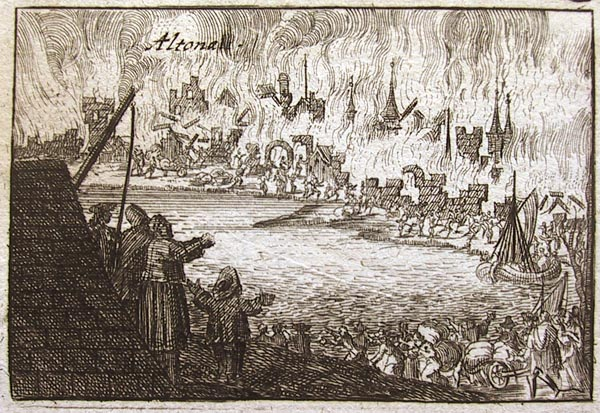
Altonaer Schwedenbrand 1713

- 18. Januar: Schwedische Truppen unter Feldmarschall Magnus Stenbock beginnen im Großen Nordischen Krieg mit der Belagerung der praktisch unverteidigten Stadt Altona. Nach deren Eroberung erfolgt am 20. Januar die systematische Einäscherung der Stadt auf Anstiftung des Hamburger Gouverneurs Mauritz Vellingk. 959 Häuser und 274 Buden fallen der Feuersbrunst zum Opfer. Nur die drei Kirchen und etwa 30 Häuser bleiben verschont. Die Vorgangsweise wird später in ganz Europa verurteilt.
- Februar: Herzog Karl Friedrich von Schleswig-Holstein-Gottorf verletzt seine Neutralität und gewährt schwedischen Truppen Einkehr in die Festung Tönning. Dänisch-russisch-sächsische Einheiten unter Alexander Menschikow beginnen daraufhin mit der Belagerung von Tönning. Dänische Truppen besetzen überdies den gottorp’schen Anteil am Herzogtum Schleswig.

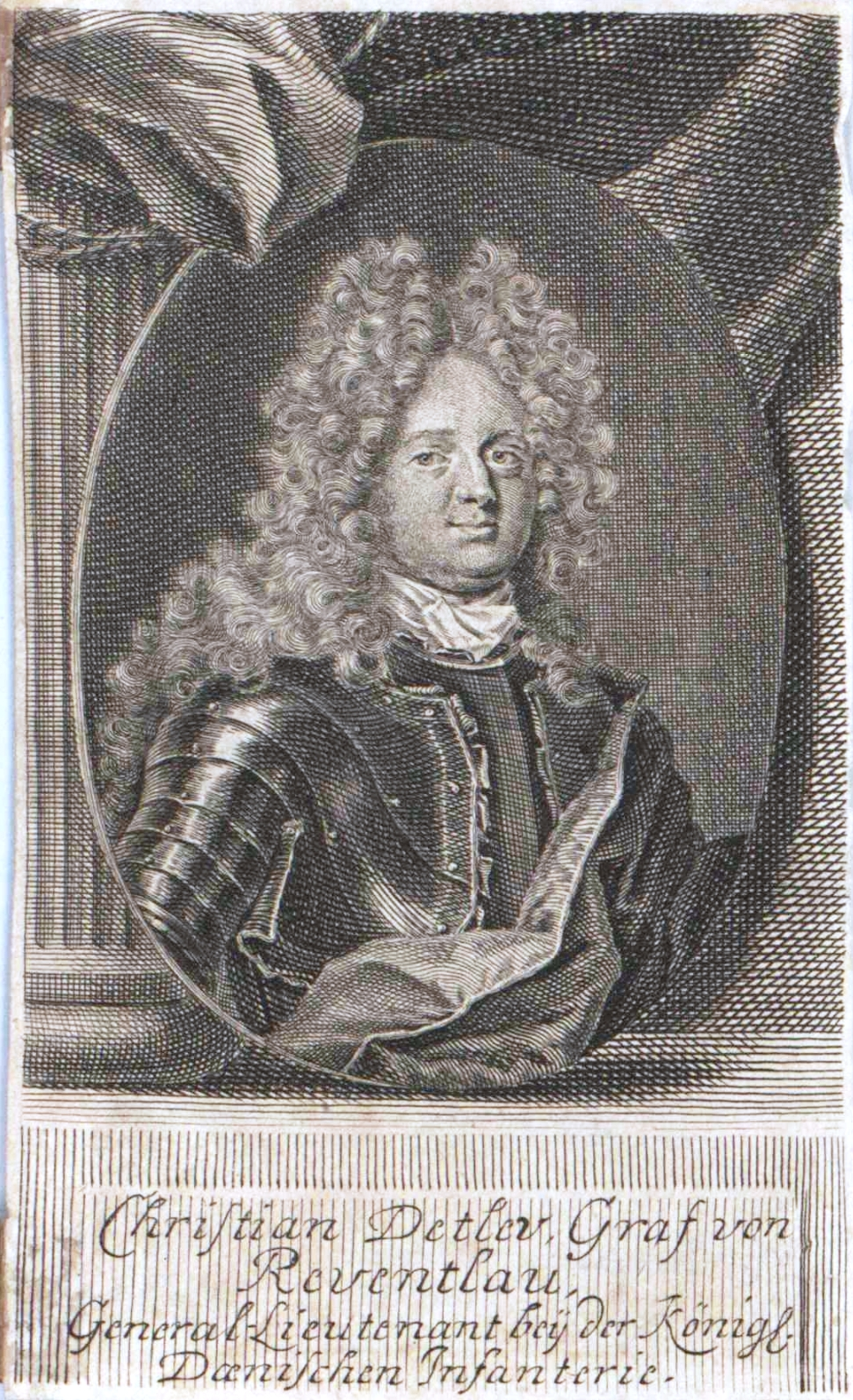
Christian Detlev von Reventlow

- 16. März: Der dänische König Friedrich IV. ernennt Christian Detlev von Reventlow zum neuen Präsidenten von Altona und beauftragt ihn am 18. März per Dekret mit dem Wiederaufbau der Stadt. Im April werden die ersten 100 Häuser aus Stein errichtet.
- 16. Mai: Die schwedischen Truppen unter Feldmarschall Magnus Stenbock, die im Februar in die Festung Tönning eingerückt sind, kapitulieren vor den dänischen Truppen. Die Belagerung der Stadt geht jedoch bis Februar 1714 weiter.
- 21. Mai: Ein russisches Geschwader unter Generaladmiral Fjodor Apraxin landet vor Helsingfors (Helsinki). Die schwedische Garnison zieht sich ohne Kampf zurück und brennt die Stadt nieder.
- 25. Mai: Die russische Galeerenflotte unter Generaladmiral Fjodor Apraxin besetzt Borgå (Finnland). Die schwedischen Truppen unter Generalleutnant Georg Lybecker geben die Stadt ohne Kampf auf.
- 4. Juli: Russische und sächsische Truppen besetzen die Insel Rügen.
- Anfang August: Russische und sächsische Einheiten beginnen mit der Belagerung von Stettin.
- 17. August: Ein russisches Kommando unter General Michail Golizyn und die Galeerenflotte unter Konteradmiral Iwan Botsis besetzen die Stadt Abo in Finnland.
- 29. September: Die Belagerung von Stettin endet mit der Kapitulation der schwedischen Besatzung und der Übergabe der Stadt an den preußischen König Friedrich Wilhelm. Die Garnison der schwedischen Festung Stettin unter dem Kommando von Infanteriegeneral Johan August Meijerfeldt der Ältere kapituliert vor der russischen Armee unter Prinz Alexander Danilowitsch Menschikow.
- 6. Oktober: Unter der Leitung des Holsteinischen Ministers Georg Heinrich von Görtz und des sächsischen Grafen Jacob Heinrich von Flemming schließt Preußen mit Russland, Sachsen-Polen und Dänemark-Norwegen den Vertrag von Schwedt. Dieser beinhaltet, dass König Friedrich Wilhelm I. seinen Bündnispartnern 400.000 Taler als Ersatz für die Kriegskosten zu zahlen hat. Dafür werden die Stadt Stettin, der vorpommersche Distrikt bis zur Peene, die Stadt Wolgast, die Insel Usedom sowie die Stadt Wollin unter preußische Sequestration gestellt. Außerdem übernimmt Preußen gemeinsam mit dem Haus Holstein-Gottorp die Verpflichtung, dafür zu sorgen, dass die Schweden aus Pommern heraus keine Angriffe auf Polen oder Russland durchführen. Die Ländereien sollen so lange unter preußischer und holsteinischer Sequestration bleiben, bis Schweden die 400.000 Taler an Entschädigungen an Preußen zurückgezahlt hat. Danach sollen sie wieder der schwedischen Krone unterstehen. Nach Abschluss des Vertrages räumen die Schweden Stettin und ziehen sich nach Stralsund zurück. Diese Stadt sowie der vorpommersche Distrikt zwischen der Peene, Trebel und Recknitz sowie die Insel Rügen bleiben in schwedischer Hand. Die russischen Truppen ziehen ebenfalls aus Vorpommern ab.

Plan der Schlacht von Pälkäne

- 17. Oktober: Die russische Armee unter Generaladmiral Fjodor Matwejewitsch Apraxin und General Michail Michailowitsch Golizyn besiegt die schwedische Armee unter General Carl Gustaf Armfeldt in der Schlacht von Pälkäne.

#### Spanischer Erbfolgekrieg / Queen Anne’s War

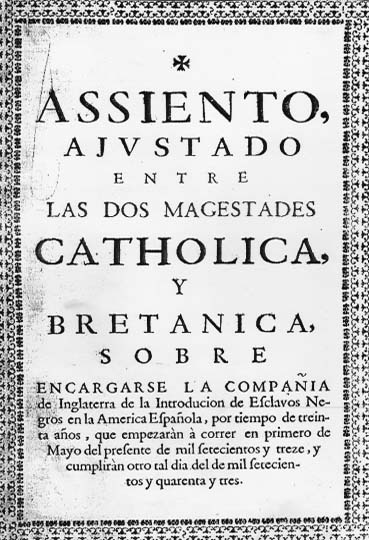
Asiento zwischen Spanien und England, 1713

- Noch bevor Großbritannien mit Spanien in Friedensverhandlungen tritt, sichert es sich die Versorgung Spanisch-Amerikas mit afrikanischen Sklaven mittels eines Asiento de Negros mit 30-jähriger Laufzeit.

Europa 1713 nach dem Friedensvertrag von Utrecht

- 11. März: Großbritannien und Frankreich schließen, protokolliert durch Johann Jacob Vitriarius, den Frieden von Utrecht. Er ist der wichtigste der Verträge zur Beendigung des Spanischen Erbfolgekriegs und beendet gleichzeitig die Kriegshandlungen in Queen Anne’s War in den nordamerikanischen Kolonien. Großbritannien erkennt Philipp V. als König von Spanien an. Im Gegenzug verpflichten sich Spanien und Frankreich, dass beide Länder niemals in einer bourbonischen Personalunion vereint würden. Die Besitzungen Spaniens werden geteilt. Das Hauptland und die Kolonien bleiben bei Philipp. Die so genannten Nebenlande gehen überwiegend an das Haus Österreich. Dies betrifft vor allem die Spanischen Niederlande, das Königreich Neapel und das Königreich Sardinien sowie das Herzogtum Mailand. Das Königreich Sizilien geht an Herzog Viktor Amadeus II. von Savoyen. Großbritannien erhält Gibraltar und Menorca. In Nordamerika erhält Britannien Akadien in den alten Grenzen, Neufundland, die Hudson-Bay-Region und die karibische Insel St. Kitts. Die Vereinigten Niederlande können sich zur Sicherung gegen weitere französische Angriffe eine Reihe von Barrièrefestungen in den spanischen Niederlanden sichern. Kaiser Karl VI. erkennt die Einigung wegen weiter gehender Ansprüche zunächst nicht an.
- 25. Juli: Spanisch-französische Truppen beginnen mit der Belagerung von Barcelona, nachdem die Stadt die Aufforderung zur Unterwerfung zurückgewiesen hat. Barcelona wird von katalanischen Truppen gehalten, die den Frieden von Utrecht nicht anerkennen und Philipp nicht als ihren König akzeptieren wollen. Ein Jahr lang wird die Stadt nur blockiert, weil die Spanier für einen Angriff zu schwach sind. Da sie auch zu wenige Schiffe haben, können über den Seeweg Nahrungsmittel in die Stadt gebracht werden.
- 20. August: Im Spanischen Erbfolgekrieg erobert der französische Feldherr Claude-Louis-Hector de Villars die Stadt Landau in der Pfalz und brandschatzt danach mit seiner Streitmacht in der Kurpfalz und in Baden.

#### Habsburgische Erblande

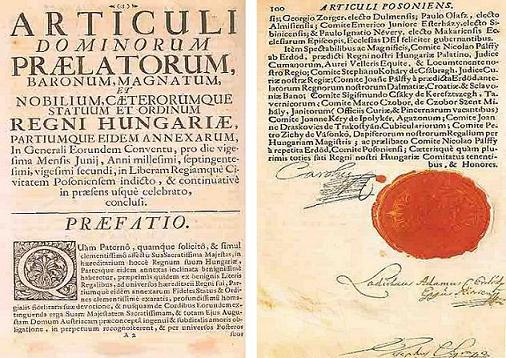
Die Pragmatische Sanktion Karls VI.

- 19. April: Karl VI. bestimmt in seiner Pragmatischen Sanktion in Abkehr von der Lex Salica, dass beim Fehlen männlicher Nachkommen im Haus Habsburg weibliche erbberechtigt werden.

#### Preußen
Mit dem Tod seines Vaters Friedrich I. übernimmt König Friedrich Wilhelm I. am 25. Februar in Preußen und Brandenburg die Macht. Schon bei seinem Regierungsantritt teilt er seinen Ministern mit, er verlange „weder Rat noch Räsonnement, sondern Gehorsam“. Er bezeichnet es als Grundsatz für jeden Herrscher, dass er „seine Affären alle selber tun müsse“. Als erste Amtshandlung erklärt er den geltenden Etat seines Staates für nichtig. Um von den 20 Millionen Talern Staatsschulden seines Vaters herunterzukommen, sind Massenentlassungen und radikale Gehaltskürzungen im eigenen Hause die Folge. So gelingt es ihm, die Hofkosten von 276.000 auf 55.000 Taler zu reduzieren. Eine erste Vereinheitlichung der Finanzverwaltung folgt am 13. August, als die bis dato privaten königlichen Schatullgüter zu Domänengütern gemacht und der gesamte königliche Länderbesitz für unteilbar und unveräußerlich erklärt wird. Um feste planbare Einnahmen des Staates zu garantieren, verpachtet Friedrich Wilhelm diese an Bürger zur Bewirtschaftung. Weiters schafft der König ein zentrales Generalfinanzdirektorium für alle Domäneneinnahmen. Im gleichen Jahr beginnt Friedrich Wilhelm außerdem damit, die preußische Armee auszubauen.

#### Asien

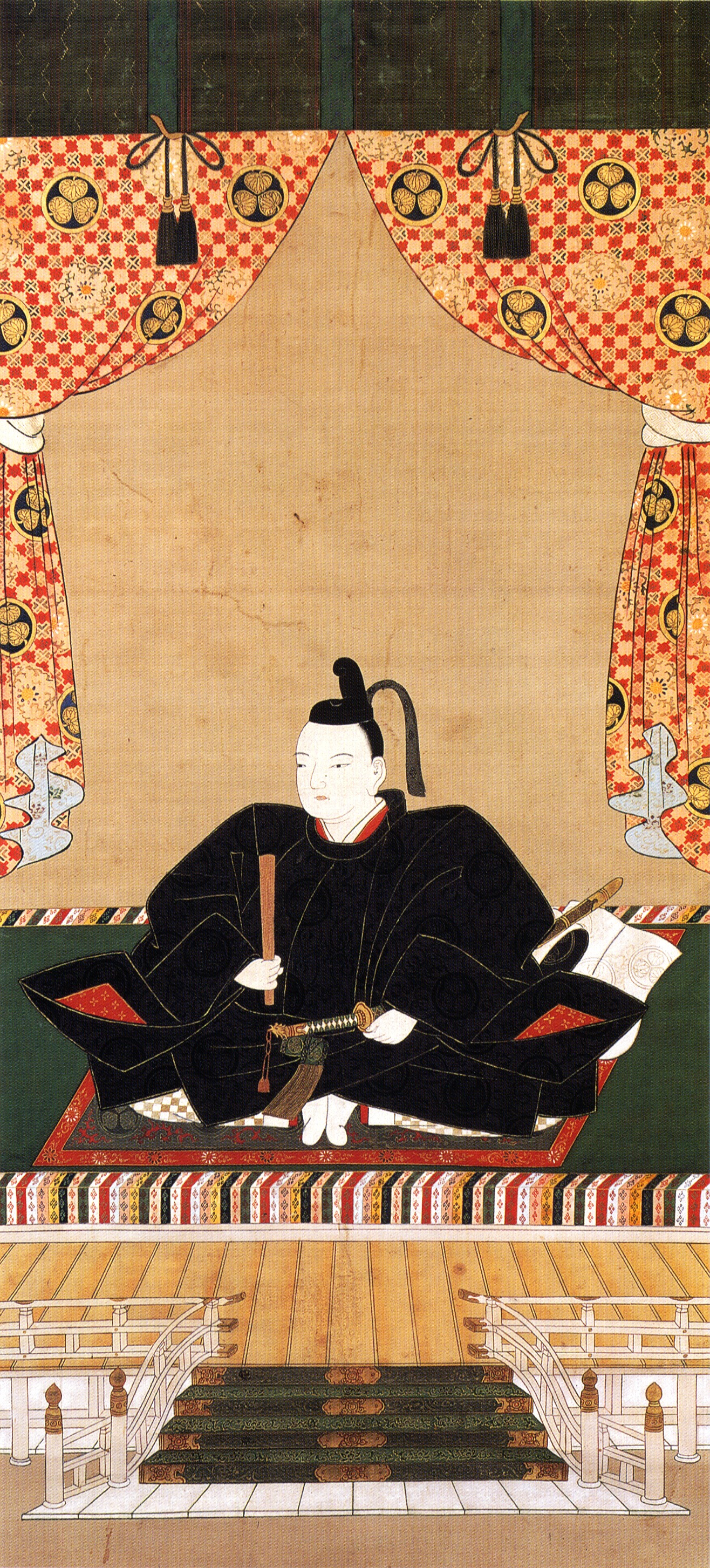
Tokugawa Ietsugu

- April: Der dreijährige Tokugawa Ietsugu wird formal in sein Amt als 7. Shōgun der Edo-Zeit in Japan eingeführt. Er steht unter der Vormundschaft des Beraters Arai Hakuseki.
- Nach dem Tod von Kingkitsarat einigen sein jüngerer Bruder Inthasom und sein Cousin Ong Kham sich auf eine gemeinsame Herrschaft im Königreich Luang Prabang.
- Im südlichsten Teil des 1707 aufgeteilten Königreichs Lan Xang bildet sich das Königreich Champasak, dessen Gebiet für keines der beiden Nachfolgereiche Luang Prabang und Vientiane interessant erscheint. Der charismatische Mönch Phra Khru Phon Samet, der bis dahin als faktischer Herrscher fungiert hat, ruft Soi Sisamut zum König aus. Dieser stärkt den Buddhismus in seinem Reich.
- Farrukh Siyar besiegt und tötet seinen Onkel Jahandar Shah in der Schlacht bei Delhi und besteigt den Thron des Mogulreichs. Er macht Qamar ud-Din zum Gouverneur der Dekkan-Provinzen.

### Wirtschaft
- August: Johann Andreas Kraut gründet im Auftrag des preußischen Königs Friedrich Wilhelm I. das Königliche Lagerhaus, aus dem die Preußische Armee jederzeit seinen Bedarf decken kann.
- Christoph Gottfried Nicolai gründet in Berlin die Nicolaische Verlagsbuchhandlung.
- In Zweibrücken wird der Pfälzische Merkur gegründet.

### Wissenschaft und Technik
- 3. August: Der Marqués von Villena gründet gemeinsam mit Freunden die Real Academia Española, die maßgebliche Institution zur Pflege der spanischen Sprache.
- Hans Carl von Carlowitz veröffentlicht Sylvicultura oeconomica, oder haußwirthliche Nachricht und Naturmäßige Anweisung zur wilden Baum-Zucht, das erste geschlossene Werk über Forstwirtschaft. Darin formuliert er erstmals das Prinzip der Nachhaltigkeit.
- In England wird erstmals durch Verkokung von Kohle Koks hergestellt.

### Kultur

#### Der Gottorfer Riesenglobus

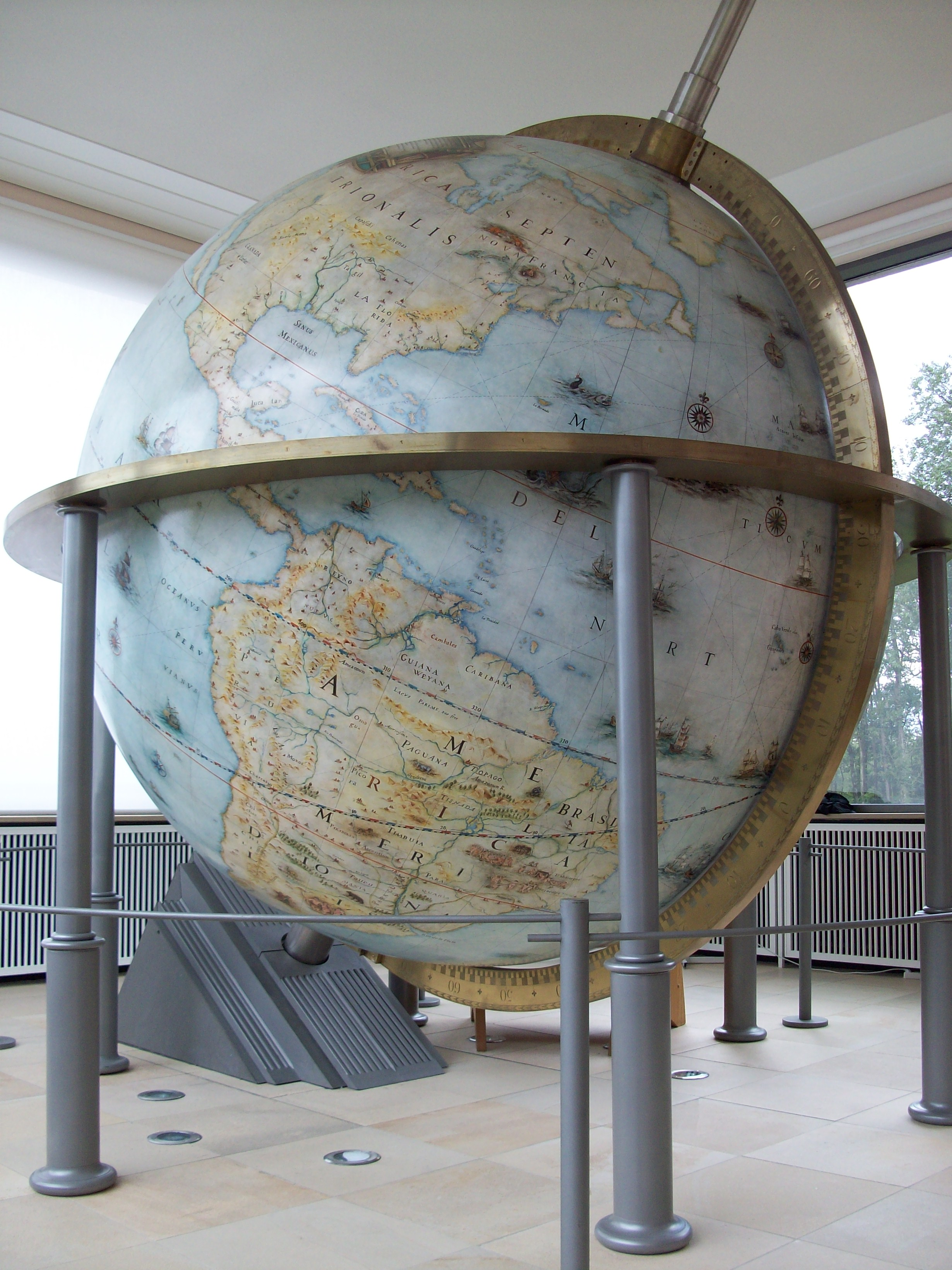
Der Gottorfer Riesenglobus, Nachbau von 2005

Zar Peter I. und König Friedrich IV. von Dänemark treffen einander am 6. Februar im Schloss Gottorf. Der Zar interessiert sich unter anderem für den europaweit bekannten Gottorfer Riesenglobus, der daraufhin wenige Wochen später in die Kunstkammer des Zaren nach Sankt Petersburg abtransportiert wird. 

#### Architektur
Die von Hermann Korb errichtete Bibliotheksrotunde in Wolfenbüttel wird fertiggestellt. Sie dient der Aufnahme des Bestandes der Herzog August Bibliothek. Wegen seiner architektonisch außergewöhnlichen Erscheinung wird das Gebäude bereits kurz nach seiner Fertigstellung von Zeitgenossen als „Wunder-Werk“ und als „Wolfenbütteler Pantheon“ bezeichnet. 

#### Musik und Theater

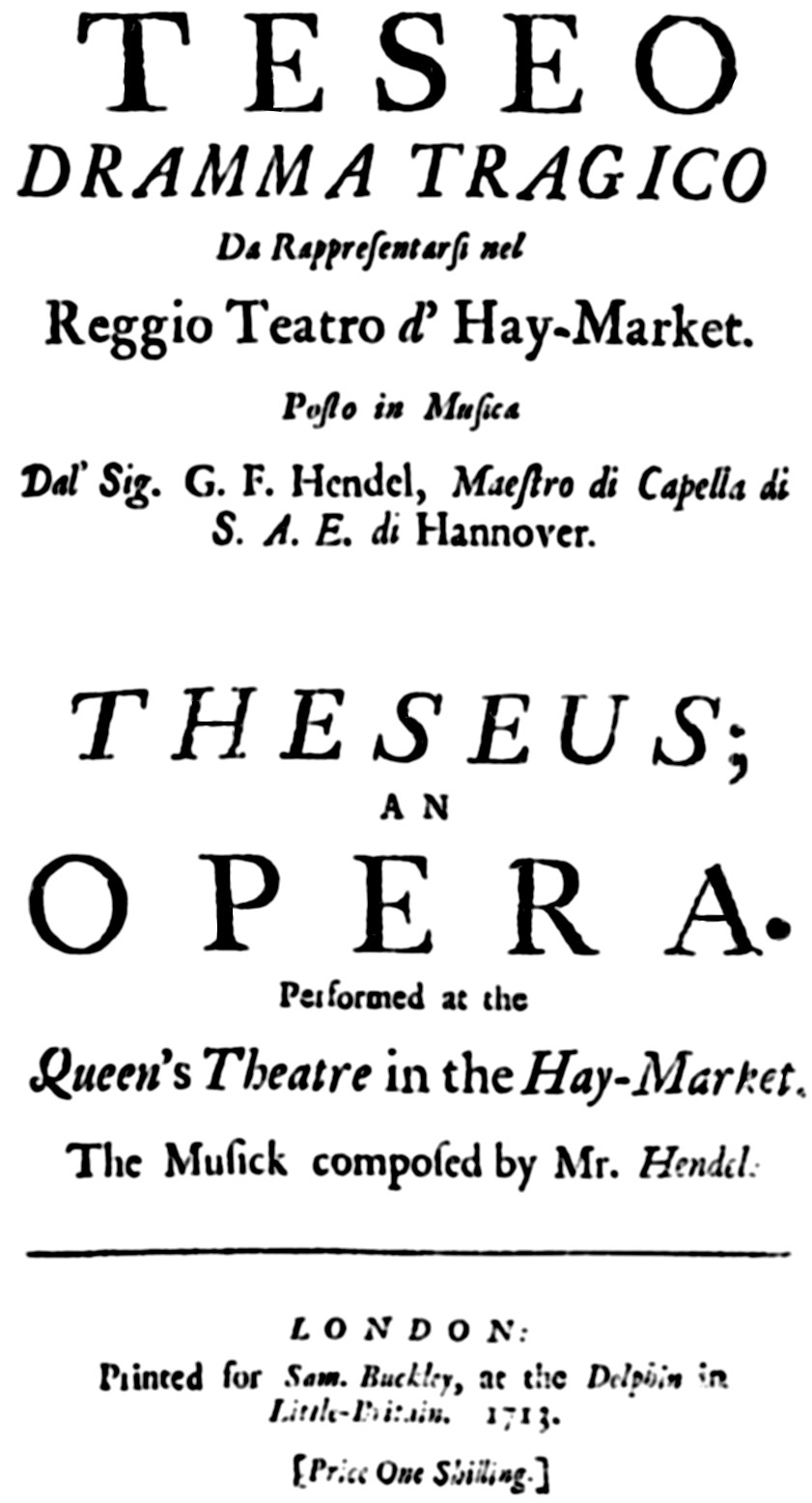
Titelseite des Librettos von Teseo

- 10. Januar: Georg Friedrich Händels dritte Londoner Oper Teseo hat ihre Uraufführung. Die Oper stellt die erstmalige Zusammenarbeit mit dem Musiker und Dichter Nicola Francesco Haym dar. Dieser bediente sich für das Libretto der französischen Vorlage Thésée, die Philippe Quinault 1675 für Jean-Baptiste Lully geschrieben hat. Die Übernahme der Struktur dieser Tragédie lyrique bringt es mit sich, dass Teseo Händels einzige Oper mit fünf Akten ist.
- Georg Friedrich Händel verfasst die Ode for the Birthday of Queen Anne. Da Anne an ihrem Geburtstag, dem 6./16. Februar krank ist, wird das Werk wohl erst ein Jahr später uraufgeführt.
- 13. Juli: Nach einer öffentlichen Probe am 5. März erfolgt die offizielle Uraufführung von Händels Utrechter Te Deum und Jubilate anlässlich des Friedens von Utrecht bei einem Gottesdienst in der St Paul’s Cathedral in London. Das Werk trägt dem Komponisten eine jährliche Pension von Queen Anne ein und wird in der Folge jedes Jahr zum Festival of the Sons of the Clergy aufgeführt.
- 17. Mai: Ottone in villa, eine Oper in drei Akten von Antonio Vivaldi mit einem Libretto von Domenico Lalli, hat ihre Uraufführung am Teatro delle Grazie in Vicenza.

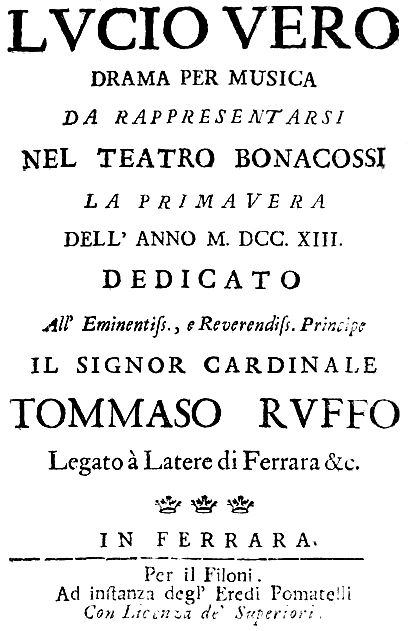
Titelblatt des Librettos, Musik von Tomaso Albinoni

- 27. Mai: Lucio Vero von Tomaso Albinoni mit dem Libretto von Apostolo Zeno wird im Teatro Bonacossi in Ferrara uraufgeführt.
- 28. Juni: Die Kantate Was mir behagt, ist nur die muntre Jagd von Johann Sebastian Bach wird aus Anlass des 31. Geburtstags von Christian von Sachsen-Weißenfels in Weißenfels uraufgeführt. Das Libretto stammt von Salomon Franck.

### Religion
- 8. September:Die päpstliche Bulle Unigenitus Dei filius von Clemens XI. verurteilt 101 Sätze aus den Reflexions morales des Jansenisten Pasquier Quesnel als ketzerisch.

## Geboren

### Erstes Halbjahr
- 02. Januar: Marie Dumesnil, französische Schauspielerin († 1803)
- 12. Januar: Johann Gottfried Arndt, livländischer Historiker († 1767)
- 26. Januar: Julius Hieronymus Zollikofer, Bürgermeister von St. Gallen, Schweiz († 1802)
- 31. Januar: Anthony Benezet, französischer und US-amerikanischer Lehrer, Abolitionist und Sozialreformer († 1784)
- 07. Februar: Henry Moore, 1. Baronet, britischer Gouverneur der Provinzen Jamaika und New York († 1769)
- 13. Februar: Domènech Terradellas, spanischer Opernkomponist († 1751)
- 22. Februar: Edward Cornwallis, britischer Gouverneur von Nova Scotia und Gibraltar († 1776)
- vor 27. Februar: Philipp Pfaff, deutscher Arzt und Zahnheilkundler, Hofzahnarzt Friedrichs des Großen († 1766)
- 28. Februar: Louis Auguste Augustin Comte d’Affry, Schweizer Militär († 1793)
- 15. März: Nicolas Louis de Lacaille, französischer Astronom († 1762)
- 15. März: Friedrich Sinner, Schultheiss von Bern († 1791)
- 18. März: Philipp Friedrich Krutisch, königlicher Hofgärtner in Sanssouci († 1773)
- 21. März: Francis Lewis, Unterzeichner der Unabhängigkeitserklärung der USA († 1803)
- 07. April: Nicola Sala, italienischer Komponist († 1801)
- 11. April: Luise Adelgunde Victorie Gottsched, deutsche Schriftstellerin († 1762)
- 12. April: Guillaume Thomas François Raynal, französischer Schriftsteller († 1796)
- 21. April: Louis de Noailles, duc de Ayen, Marschall von Frankreich († 1793)
- 03. Mai: Alexis-Claude Clairaut, französischer Mathematiker und Physiker († 1765)
- 21. Mai: Andreas Faulhaber, deutscher Kaplan und Märtyrer der Grafschaft Glatz († 1757)
- 24. Mai: Joseph Maria von Thun und Hohenstein, Bischof von Gurk und Fürstbischof von Passau († 1763)
- 25. Mai: John Stuart, 3. Earl of Bute, britischer Staatsmann († 1792)
- 31. Mai: Giuseppe Maria Buonaparte, korsischer Politiker und Großvater Napoleons I. († 1763)
- 11. Juni: Johann Wolfgang Hammann, deutscher Unternehmer († 1785)
- 16. Juni: Meshech Weare, US-amerikanischer Politiker († 1786)
- 17. Juni: Antonio Eugenio Visconti, Kardinal der katholischen Kirche († 1788)
- 24. Juni: Johann Gottlieb Gonne, deutscher Jurist und Hochschullehrer († 1758)

### Zweites Halbjahr
- 09. Juli: John Newbery, englischer Verleger und Buchhändler, bekannt für seine Kinderbücher († 1767)
- 10. Juli: Anna Rosina de Gasc, deutsche Porträtmalerin († 1783)
- 18. Juli: Wolfgang Ludwig Hörmann von und zu Gutenberg, deutscher Kanzleidirektor und Stadtchronist († 1795)
- 01. August: Karl I., Herzog von Braunschweig († 1780)
- 01. August: Jean-Baptiste Salomon, französischer Geigenbauer († 1767)
- 02. August: Ernst Thom, deutscher Literaturwissenschaftler, Rhetoriker, Ethnologe und Ökonom († 1773)
- 03. August: Elisabeth Albertine von Sachsen-Hildburghausen, Herzogin von Mecklenburg-Strelitz († 1761)
- 06. August: Balthasar Freiwiß, deutscher Orgelbauer († 1783)
- 11. August: Christlieb Ehregott Gellert, deutscher Metallurge und Mineraloge († 1795)
- 30. August: Johann Georg Benda, böhmischer Komponist († 1752)
- 10. September: John Turberville Needham, englischer Priester und Naturforscher († 1781)
- 17. September: Johann Heinrich Waser, deutscher Übersetzer († 1777)
- 21. September: Domingo de Boenechea, spanischer Seefahrer und Entdecker († 1775)

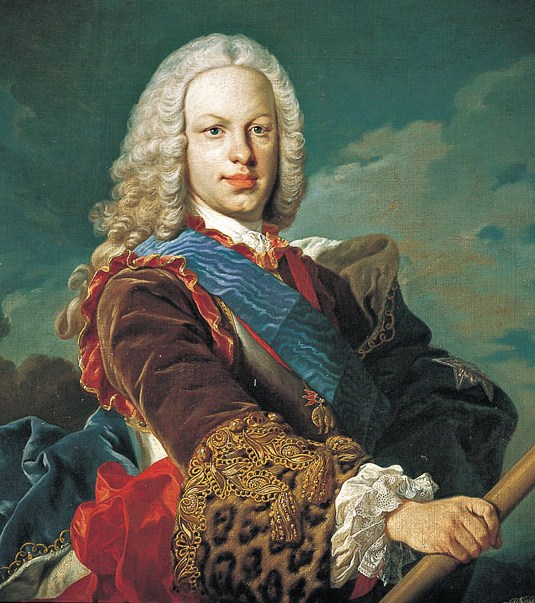
Ferdinand VI. von Spanien

- 23. September: Ferdinand VI., König von Spanien († 1759)
- 03. Oktober: Johann Friedrich Flattich, evangelischer Pfarrer und Erzieher († 1797)
- 05. Oktober: Denis Diderot, französischer Schriftsteller und Philosoph († 1784)
- 09. Oktober: Michail Nikititsch Wolkonski, russischer General und Gesandter († 1788)
- 13. Oktober: Allan Ramsay, Porträtist und Hofmaler von Georg III. († 1784)
- 13. Oktober: Heinrich Gottfried Haferung, deutscher lutherischer Theologe († 1759)
- 16. Oktober: Giuseppe Allegranza, italienischer Dominikaner und Historiker († 1785)
- 23. Oktober: Pieter Burman der Jüngere, niederländischer Philologe († 1778)
- 23. Oktober: Johann Wendler, deutscher Buchhändler, Verleger und Stifter († 1799)
- 25. Oktober: Marie-Jeanne Riccoboni, französische Schauspielerin und Schriftstellerin († 1792)
- 06. November: Thomas Osborne, 4. Duke of Leeds, britischer Aristokrat (Peer) († 1789)
- 07. November: Johann Martin Bernigeroth, sächsischer Kupferstecher († 1767)
- 24. November: Philipp Heinrich Kisling, Hofmaler und Porträtist am Hof des Markgrafen von Baden-Durlach in Karlsruhe († 1767)
- 24. November: Junípero Serra, spanischer Franziskaner, gilt als Gründer der Stadt San Francisco († 1784)
- 24. November: Laurence Sterne, britischer Schriftsteller († 1768)
- 26. November (getauft): Jan Zach, böhmischer Komponist und Kapellmeister im Kurfürstentum Mainz († 1773)
- 06. Dezember: Christian Heinrich Wilhelm von Arnstedt, preußischer Oberst und Kommandeur († 1785)
- 09. Dezember: Jan Michał Budar, sorbischer Rittergutsbesitzer, Jurist und Stifter († 1789)
- 11. Dezember: Christoph Heinrich von Ammon, preußischer Jurist und Diplomat († 1783)
- 23. Dezember: Maruyama Gondazaemon, dritter Yokozuna im japanischen Sumōringen († 1749)
- 29. Dezember: Franz Pacák, böhmischer Bildhauer († 1757)

### Genaues Geburtsdatum unbekannt
- Johan Henrik Freithoff, dänisch-norwegischer Komponist, Violinist und Beamter († 1767)

## Gestorben

### Januar bis April
- 01. Januar: Giuseppe Maria Tomasi, italienischer Kardinal (* 1649)
- 07. Januar: Katherine Lowther, englische Adelige (* 1653)
- 08. Januar: Arcangelo Corelli, italienischer Komponist und Violinist (* 1653)
- 20. Januar: Paul Ritter Vitezović, kroatischer Schriftsteller, Historiker und Politiker (* 1652)
- 26. Januar: Jean Chardin, französischer Forschungsreisender (* 1643)

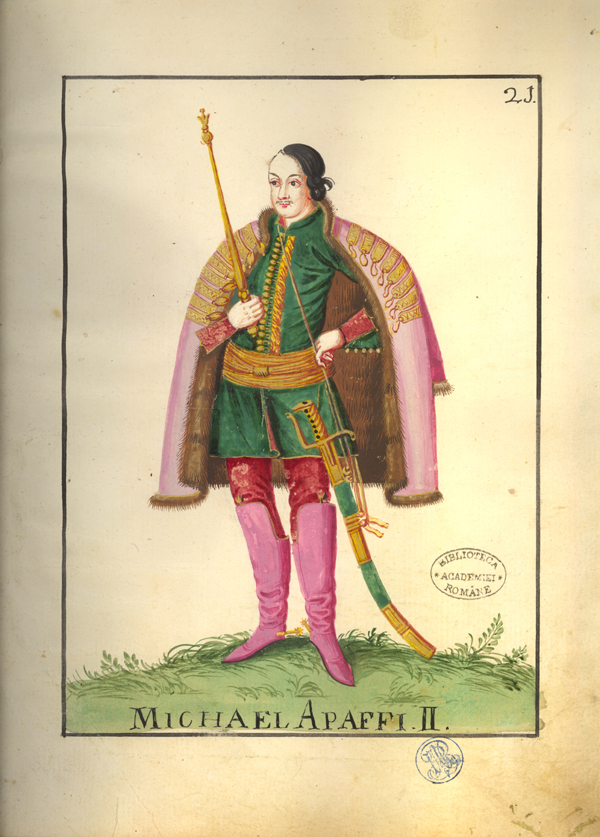
Michael Apafi II.

- 01. Februar: Michael Apafi II., Fürst von Siebenbürgen (* 1676)
- 02. Februar: Marko Mesić, kroatischer Pfarrer und Freiheitskämpfer (* um 1640)
- 11. Februar: Jahandar Shah, Großmogul von Indien (* 1661)
- 15. Februar:  Anthony Ashley-Cooper, englischer Politiker und Adliger (* 1671)
- 21. Februar: Kanō Tsunenobu, japanischer Maler (* 1636)

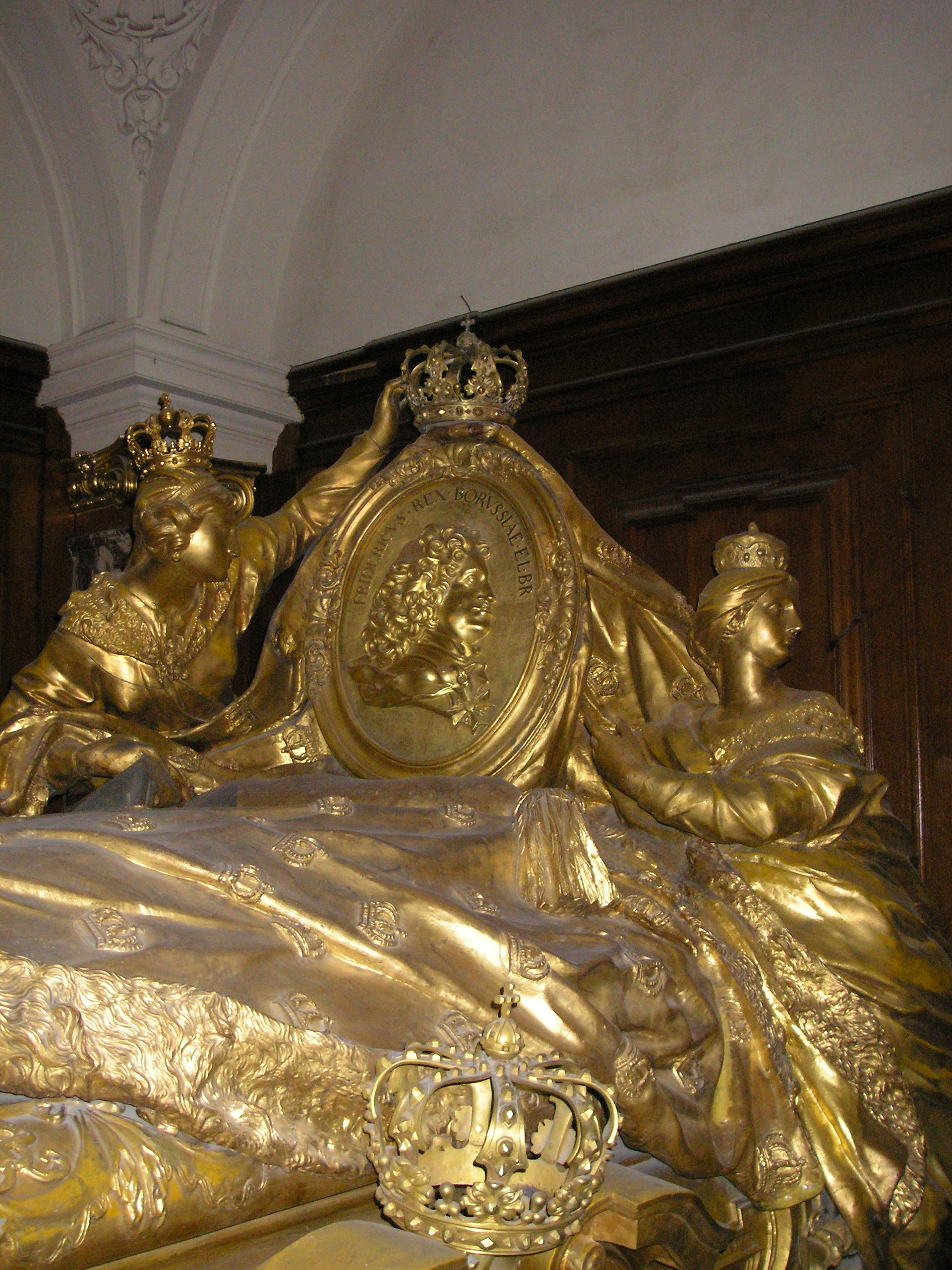
Kenotaph für Friedrich I. im Berliner Dom

- 25. Februar: Friedrich I., König in Preußen (* 1657)
- 03. März: Mauriz von Menzingen, Schweizer römisch-katholischer Ordenspriester (* 1654)
- 13. März: Johann Samuel Adami, deutscher Theologe, Schriftsteller und Sprachforscher (* 1638)
- 15. März: Philipp Müller, deutscher lutherischer Theologe (* 1640)
- 18. März: Juraj Jánošík, slowakischer Sildat und Räuberführer (* 1688)
- 26. März: Paul I. Esterházy de Galantha, ungarischer Magnat und kaiserlicher Feldmarschall (* 1635)
- 27. März: Giovanni Carlone, italienischer Maler (* 1636)
- 30. März: Govard Bidloo, niederländischer Chirurg, Anatom, Hochschullehrer und Leibarzt (* 1649)
- 17. April: David Hollaz, deutscher protestantischer Theologe (lutherischer Dogmatiker) (* 1648)
- 18. April: Dorothea Maria von Sachsen-Gotha-Altenburg, Herzogin von Sachsen-Meiningen (* 1674)
- 20. April: John Hay, 2. Marquess of Tweeddale, Lordkanzler von Schottland (* 1645)
- 27. April: Marie Elisabeth zu Mecklenburg, Äbtissin des Stiftes Gandersheim (* 1646)

### Mai bis August
- 05. Mai: Heinrich Andreas Lohe, deutscher Maler (* 1648)
- 15. Mai: George Meister, kursächsischer Hofgärtner und Botaniker, Asienreisender (* 1653)
- 16. Mai: Maximilian Dreißigmark, deutscher Bildhauer (* 1643)
- 20. Mai: Thomas Sprat, englischer Bischof und Autor (* 1635)
- 26. Mai: Veith Steinböck, österreichischer Dombaumeister zu St. Stephan (* 1656)
- 28. Mai: Caspar Corswant, Bürgermeister von Stargard in Pommern (* 1664)
- 28. Mai: Georg Otho, deutscher Orientalist (* 1634)
- 01. Juni: Johan Runius, schwedischer Dichter (* 1679)
- 11. Juni: Felix Meyer, Schweizer Landschaftsmaler (* 1653)
- 17. Juni: Michael Waginger, Tiroler Barockmaler (* 1642)
- 23. Juni: Paul Rabe, deutscher Philologe und Philosoph (* 1656)
- 07. Juli: Henry Compton, englischer Bischof (* 1632)
- 24. Juli: Peter Witte, Landvogt von Fehmarn (* 1641)
- 31. Juli: Friedrich Wilhelm I., Herzog zu Mecklenburg im Landesteil Mecklenburg-Schwerin (* 1675)
- 03. August: Johann Caspar de Gabrieli, deutscher Stuckateur (* 1685)
- vor dem 8. August: Severin Gottlieb Ziegenbalg, deutscher Bildhauer (* 1681)
- 13. August: Anna Maria Braun, deutsche Malerin, Medailleurin und Wachsbossiererin (* 1642)
- 18. August: Ida Hedwig von Brockdorff, deutsche Wohltäterin, Konventualin und Priorin des Klosters Uetersen (* 1639)
- 19. August: Atanasie Anghel, siebenbürgischer Bischof

### September bis Dezember
- 06. September: François-Séraphin Regnier-Desmarais, französischer Diplomat, Dichter, Philologe, Romanist, Grammatiker und Übersetzer (* 1632)
- 09. September: Giovanni Antonio Viscardi, italienischer Baumeister des Barock, der überwiegend in Bayern arbeitete (* 1645)
- 16. September: Michael Khöll, Wiener Steinmetzmeister (* 1660)
- 22. September: Mark Schwaner, deutscher Quäker (* 1639)
- 29. September: Jakob van Oost der Jüngere, flämischer Maler (* 1637)
- 04. Oktober: Valentin Molitor, Schweizer Komponist und Organist (* 1637)
- 13. Oktober: Andreas Lange, deutscher Jurist und Dichter (* 1680)
- 15. Oktober: Johann Michael Feuchtmayer, deutscher Maler und Kupferstecher (* 1666)
- 17. Oktober: Peter Lackmann, deutscher evangelischer Theologe und geistlicher Lieddichter (* 1659)
- 20. Oktober: Archibald Pitcairne, schottischer Arzt und Poet (* 1652)
- 28. Oktober: Paolo Lorenzani, italienischer Komponist und Kapellmeister (* 1640)
- 31. Oktober: Ferdinando de’ Medici, Erbprinz der Toskana (* 1663)
- 06. November: Franz Karl von Auersperg, Fürst von Auersperg, Herzog von Münsterberg und kaiserlicher General (* 1660)
- 07. November: Gabriele von Liechtenstein, Prinzessin von Liechtenstein (* 1692)
- 09. November: Armand-Charles de La Porte, Herzog von Mazarin, von Meilleraye und von Mayenne (* 1632)
- 17. November: Abraham van Riebeeck, Generalgouverneur von Niederländisch-Indien (* 1653)
- 24. November: Lucas van de Poll, niederländischer Rechtswissenschaftler (* 1630)
- 06. Dezember: Georg Theodor Barthold, deutscher Mediziner (* 1669)
- 15. Dezember: Carlo Maratta, italienischer Maler (* 1625)
- 17. Dezember: Nicolò Beregan, italienischer Rechtsanwalt, Dichter und Librettist (* 1627)
- 18. Dezember: Friedrich Heinrich, Herzog von Sachsen-Zeitz-Pegau-Neustadt (* 1668)
- 27. Dezember: Balthasar Adelmann, deutscher Jesuit und Lehrer (* 1645)

### Genaues Todesdatum unbekannt
- Susanna Eger, Leipziger Köchin und Kochbuchautorin (* 1640)
- Kingkitsarat, König von Luang Phrabang
- Edward Lloyd, Londoner Gastronom (* um 1648)
- Lukjan Alexejewitsch Wereschtschagin, russischer Schiffbauer (* 1672)